# Ledarna

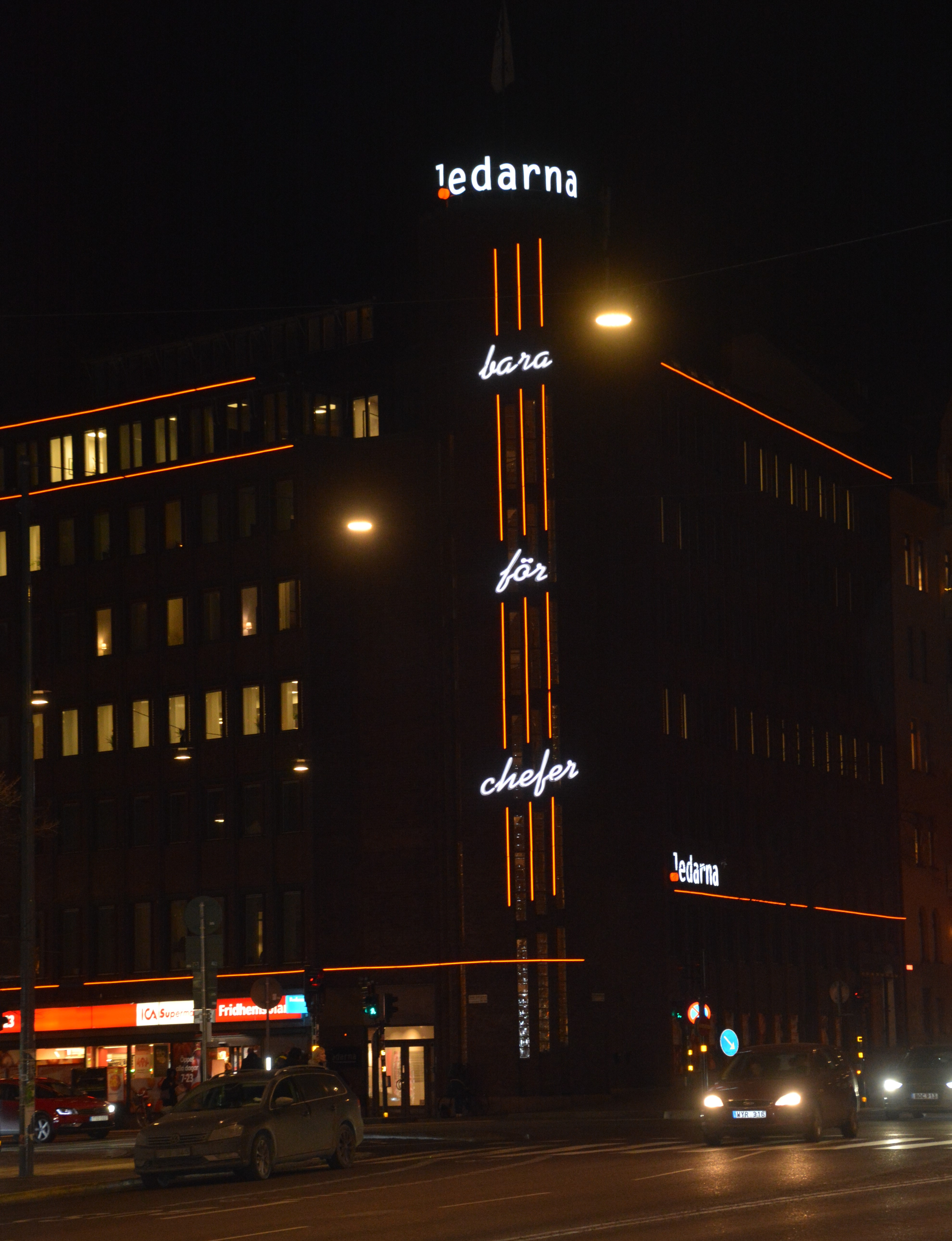
Huvudkontor vid Fridhemsplan i Stockholm

Ledarna – Sveriges chefsorganisation, tidigare Sveriges Arbetsledareförbund (SALF), är en svensk arbetstagarorganisation för arbetsledare. Förbundet har över 100 000 medlemmar och består av 19 olika bransch- och yrkesföreningar.
Ledarna är partipolitiskt obundet och tillhör inte någon facklig centralorganisation. Det ingår dock i samverkansrådet PTK, tidigare benämnt Privattjänstemannakartellen, samt i Offentliganställdas Förhandlingsråd, vilka samordnar förhandlingar och kollektivavtal för privat- respektive offentliganställda tjänstemän.
Ordförande är Andreas Miller, och förbundets kansli ligger vid Fridhemsplan i Stockholm. Via eget förlag ger man ut medlemstidningen Chef.

## Historik
- 1905 bildades "Norrköpings Verkmästareförening"
- 1906 skedde namnbyte till "Sveriges Allmänna Verkmästareförbund"
- 1926 skedde namnbyte till "Sveriges Arbetsledareförbund" (SAF, från 1960 SALF)
- 1936 Sveriges första tjänstemannaavtal tecknades för byggverkmästarna i Stockholm, det första egentliga kollektivavtalet om arbetsvillkor för tjänstemän
- 1942 anslöt sig Sveriges Skogstjänstemannaförening
- 1945 anslöt sig Statens Vattenfallsverks Linjemästareförening (i dag Ledarna inom Energi &Teknik)
- 1946 anslöt sig Svensk Mejeristförening (i dag Ledarna inom Livsmedelsbranschen)
- 1967 anslöt sig Grafiska Faktors- och Tjänstemannaförbundet (i dag Grafiska Mediaförbundet)
- 1970 anslöt sig Svenska Ekonomiföreståndares Förening (i dag Kost och Näring)
- 1974 valdes den första kvinnliga styrelsemedlemmen, Eva Lönnqvist
- 1977 anslöt sig Kooperativa Tjänstemännens Förbund (i dag Ledarna inom Handeln)
- 1979 anslöt sig Svenska Maskinbefälsförbundet (i dag Sjöbefälsförbundet)
- 1982 bildades föreningen Motor-Verkstad (i dag Teknik & Motor)
- 1986 valdes Björn Bergman till ordförande
- 1992 tecknades det första avtalet om lokal lönebildning (Ledaravtalet) mellan Ledarna och Almega inom Svenska Arbetsgivareföreningen (SAF)
- 1994 skedde namnbyte till Ledarna
- 1999 anslöt sig Svensk Försvarspilotförening
- 2004 anslöt sig Sveriges Regissörer
- 2006 valdes den första kvinnliga ordföranden, Annika Elias
- 2018 valdes Andreas Miller till förbundsordförande